# 蕉江瑶族乡
蕉江瑶族乡是中华人民共和国广西壮族自治区桂林市全州县下辖的一个民族乡。

## 行政区划
蕉江瑶族乡下辖以下村级行政区划单位：
万板桥村、大源村、蕉江村、界顶村、绕湾村、吐紫塘村、太白地村和大拱桥村。